# (31000) Rockchic
(31000) Rockchic es un asteroide perteneciente al cinturón de asteroides, descubierto el 23 de marzo de 1996 por el equipo del Observatorio Óptico de Maui desde el Observatorio de Haleakala, Hawái, Estados Unidos.

## Designación y nombre
Designado provisionalmente como 1995 VV. Fue nombrado así por Gail ("Rockchic") Swanson (n. 1960) quien es una galardonada cantautora residente en Maui. De formación clásica e inspirada en el rock, su estilo es pop/rock acústico. Sus grabaciones cuentan con su voz, guitarra y flauta. Además de sus propios conciertos, se presenta en eventos benéficos y habitualmente abre para artistas de renombre mundial.

## Características orbitales
(31000) Rockchic está situado a una distancia media del Sol de 3,005 ua, pudiendo alejarse hasta 3,152 ua y acercarse hasta 2,857 ua. Su excentricidad es 0,049 y la inclinación orbital 11,272nbsp;grados. Emplea 1902,53 días en completar una órbita alrededor del Sol.

## Características físicas
La magnitud absoluta de (31000) Rockchic es 13,50. Tiene 7,863 km de diámetro y su albedo se estima en 0,180.